# 前赵遗址 (中牟县)
前赵遗址位于河南省郑州市中牟县姚家乡前赵村东南1000米处。
遗址东西长380米，南北宽505米。根据采集保本分析，该遗址为商代文化遗存，对研究商代的社会发展状况具有重要意义。2009年6月3日，经郑州市人民政府批准，列入第二批郑州市文物保护单位。